# Liste des maires de Saint-Lyphard
La liste des maires de Saint-Lyphard présente un historique des maires de la commune française de Saint-Lyphard située dans le département de la Loire-Atlantique et la région des Pays de la Loire.

## Liste des maires
| Période                                  | Période          | Identité                                          | Étiquette    | Qualité |
| ---------------------------------------- | ---------------- | ------------------------------------------------- | ------------ | --- |
| Les données manquantes sont à compléter. |                  |                                                   |              | |
| février 1790                             | décembre 1790    | Julien Landeau                                    |              | Curé de la paroisse |
| décembre 1790                            | décembre 1792    | Claude-François Yviquel                           |              | |
| décembre 1792                            | octobre 1795     | Étienne Harzelay                                  |              | |
| janvier 1794                             | février 1801     | Pierre Jubé                                       |              | Successivement officier public, agent de la commune, maire provisoire, et enfin maire                                      |
| février 1801                             | août 1815        | Maurice Richeux                                   |              | |
| août 1815                                | septembre 1815   | Jean Michel                                       |              | Maire intérimaire |
| septembre 1815                           | mai 1821         | Jacques Le Gal                                    |              | |
| mai 1821                                 | janvier 1828     | Maurice Richeux                                   |              | |
| février 1828                             | septembre 1830   | Pierre Philippe                                   |              | |
| septembre 1830                           | février 1831     | Maurice Richeux                                   |              | |
| février 1831                             | septembre 1843   | Jean Richeux                                      |              | |
| septembre 1843                           | mai 1848         | Julien Radal                                      |              | |
| mai 1848                                 | juillet 1852     | Jean Agaisse                                      |              | Laboureur |
| juillet 1852                             | septembre 1867   | Jean Richeux                                      |              | |
| septembre 1867                           | août 1874        | François Lemarre                                  |              | |
| août 1874                                | janvier 1881     | Joseph Bretault-Billou                            |              | |
| janvier 1881                             | mai 1892         | Désiré Guilloré                                   |              | |
| mai 1892                                 | juillet 1898     | Victor Litoux                                     |              | Propriétaire |
| juillet 1898                             | mai 1904         | Joseph Gourbil                                    |              | Instituteur |
| 15 mai 1904                              | 17 mai 1908      | Jean-Marie Audrain                                |              | |
| 17 mai 1908                              | 19 mai 1912      | Victor Litoux (1861-1929)                         |              | Propriétaire |
| 19 mai 1912                              | 10 décembre 1919 | Jean-Marie Legouic                                |              | |
| 10 décembre 1919                         | 19 mai 1929      | François Prud'homme                               |              | |
| 19 mai 1929                              | 25 mars 1977     | Pierre Litoux                                     | UNR puis UDR | Cultivateur et éleveur laitier Député de la Loire-Atlantique (7e circ.) (1962 → 1968)                                      |
| 25 mars 1977                             | 13 juin 1988     | Henri Bernard (1930-1988)                         |              | Entrepreneur de charpente-menuiserie Décédé en fonction                                                                    |
| 7 juillet 1988                           | mars 1989        | Gilbert Coué (1930-1999)                          |              | Agriculteur, ancien adjoint au maire Maire intérimaire après le décès de Henri Bernard                                     |
| mars 1989                                | 23 mars 2001     | Michel Bernard (1935-2018) Frère de Henri Bernard |              | |
| 23 mars 2001                             | 9 mai 2001       | Jean-Noël d’Acremont                              |              | Ancien directeur des Chantiers de l'Atlantique et président de la CCI de Saint-Nazaire Démissionnaire pour raison de santé |
| 9 mai 2001                               | 29 mai 2020      | Chantal Brière-Coué Fille de Gilbert Coué         | DVD          | Exploitante agricole Conseillère départementale de Guérande (2015 → 2021)                                                  |
| 29 mai 2020                              | En cours         | Claude Bodet                                      | DVC puis DVG | Directeur adjoint de lycée 14e vice-président de la CA Cap Atlantique (2020 → )                                            |

## Pour approfondir